# Auvillars-sur-Saône
Auvillars-sur-Saône település Franciaországban, Côte-d’Or megyében. Lakosainak száma 339 fő (2022. január 1.). Auvillars-sur-Saône Broin, Glanon, Argilly, Bagnot és Lechâtelet községekkel határos.

## Népesség
A település népességének változása:
| Lakosok száma | 201  | 180  | 215  | 274  | 328  | 338  | 331  | 331  | 336  | 339  |
|               | 1968 | 1982 | 1990 | 2006 | 2013 | 2015 | 2017 | 2019 | 2020 | 2022 |